# Charles Bouvier
Charles Bouvier (n. 28 august 1898, Elveția – d. 1964, Elveția) a fost un bober și fotbalist ce a reprezentat Elveția, medaliat olimpic. A participat la o ediție a Jocurilor Olimpice (1936) în care a câștigat o medalie de aur în proba de bob.

## Participări
Lista de mai jos prezintă principalele competiții la care a participat Charles Bouvier de-a lungul carierei.
- bobsleigh at the 1936 Winter Olympics – four-man[*]